# Думіничі
Думіничі (рос. Думиничи) — залізнична станція в Думіницькому районі Калузької області Російської Федерації.
Населення становить 970 осіб. Входить до складу муніципального утворення Селище Думиничі.

## Історія
Від 2004 року входить до складу муніципального утворення Селище Думиничі.

## Населення
| 1897  | 1913  | 1920  | 1926  | 1931  | 1939  | 1959  |
| ----- | ----- | ----- | ----- | ----- | ----- | ----- |
| 1368  | ↗2244 | ↘992  | ↗1483 | ↗2058 | ↗4583 | ↗6743 |
| 1970  | 1979  | 1989  | 2002  | 2009  | 2010  | 2011  |
| ↗7734 | ↘7549 | ↘7418 | ↗7866 | ↘7268 | ↘6326 | ↘6283 |
| 2012  | 2013  | 2014  | 2015  | 2016  | 2017  | 2018  |
| ↘6131 | ↘5958 | ↘5821 | ↘5718 | ↘5638 | ↘5594 | ↘5577 |
| 2019  | 2020  | 2021  | 2022  |       |       |       |
| ↘5460 | ↘5438 | ↘5376 | ↘5308 |       |       |       |